# Lester Wilson
Lester J. Wilson (* 13. April 1942 in Harlem, New York City, Vereinigte Staaten; † 14. Februar 1993 in Los Angeles, Kalifornien) war ein US-amerikanischer Sänger, Tänzer und Choreograph in Deutschland und den USA.

## Leben und Wirken
Wilson erhielt als Teenager an der Juilliard School eine Ballett- und Pantomime-Ausbildung. Ende Mai 1963 gab er am New York City Center sein Debüt als Tänzer und Sänger in dem Musical „Pal Joey“. Es folgten Auftritte in den New Yorker Musicals „Anyone Can Whistle“ (1964) und „Golden Boy“ (1966). Während der Dreharbeiten zu dem Film „A Man Called Adam“ lernte Wilson den wie er schwarzen Hauptdarsteller Sammy Davis junior kennen, der ihn noch im selben Jahr 1966 in seine gleichnamige Fernsehshow holte. Unter der Regie des deutschen Showspezialisten Heinz Liesendahl wirkte Lester Wilson 1967 auch in Davis‘ europäischem Showaufguss „Sammy Davis Jr. in Europa“ mit. 
Während Davis in die USA zurückkehrte, entschloss sich Wilson dazu, in Deutschland zu bleiben. Er ließ sich in München nieder und wurde als Showgast (Tanz, Gesang) sowohl für Unterhaltungssendungen (Liesendahls „Die Senta Berger Show“ und viele andere mehr) als gelegentlich auch für Filme (eine Kommissar-Folge, "In letzter Minute", Staffel 2, Episode 7) vor die Kamera geholt. Wilsons Popularität in der Bundesrepublik erlangte zu Beginn der 1970er Jahre ihren Höhepunkt, sodass die ARD es wagte, mit ihm eine eigene Personality-Show („Die Lester Wilson Show“, wiederum unter der Regie Liesendahls) zu produzieren. Weitere deutsche Gastauftritte absolvierte der schwarze Entertainer unter anderem in „Münchner Bilderbogen“, „Pauls Silvesterparty“ (mit Paul Kuhn) und „Alice und Ellen“ (mit den Kessler-Zwillingen). 
Im Lauf der frühen 1970er Jahre kehrte Wilson in die USA zurück und fand ab 1974, seit seiner Choreografieassistenz bei Funny Lady mit Barbra Streisand, in Los Angeles Beschäftigung als Choreograph bei mehreren Filmproduktionen, darunter den Tanzfilmklassiker Saturday Night Fever, Nur Samstag Nacht, zwei Komödien mit Whoopi Goldberg und die beiden turbulenten Hot Shots-Komödien mit Charlie Sheen. Hin und wieder kehrte Lester Wilson an das Tanz- und Gesangstheater New Yorks zurück. Dort war er von Oktober 1975 bis Dezember 1976 als Tänzer in dem Zuschauererfolg „Me and Bessie“ zu sehen und wirkte als Choreograph im November 1984 am Zuschauerflop „The Three Musketeers“ und in ebensolcher Position von April bis Juni 1985 an dem Musical „Grind“ mit. Wilson erkrankte zu dieser Zeit an AIDS und verstarb an den Folgen eines Herzinfarkts.

## Filmografie
Auftritte vor der Kamera
- 1966: A Man Called Adam
- 1970: Der Kommissar (TV-Serie, Folge 19 In letzter Minute)
- 1970: Ein Wochenende
- 1971: Ball im Savoy

als Choreograph
- 1977: Nur Samstag Nacht (Saturday Night Fever)
- 1983: Beat Street
- 1985: Der Tanz des Drachen (The Last Dragon)
- 1988: Die Geister, die ich rief … (Scrooged)
- 1991: Hot Shots! – Die Mutter aller Filme (Hot Shots!)
- 1991: Sister Act – Eine himmlische Karriere (Sister Act)
- 1992: Made in America
- 1993: Hot Shots! Der zweite Versuch (Hot Shots! Part Deux)